# Matilda Ekholm
Matilda Ekholm (Linköping, 15 juni 1982) is een Zweedse professioneel tafeltennisser. Zij speelt linkshandig met de shakehandgreep.
Zij vertegenwoordigde haar land op de Olympische Zomerspelen 2016 en werd daar 17e bij het enkelspel.

## Belangrijkste resultaten
- Zilver in de gemengd dubbel op de Europese kampioenschappen 2016 met Mattias Karlsson.
- Brons in het dubbelspel op de Europese kampioenschappen 2013 met Galia Dvorak.
- Brons in het dubbelspel op de Europese kampioenschappen 2018 met Georgina Póta.